# Lettre au fils
Pour plus de détails, voir Fiche technique et Distribution.
Lettre au fils est un film français réalisé par Philippe Welsh et sorti en 2003.

## Fiche technique
- Titre : Lettre au fils
- Réalisation : Philippe Welsh
- Scénario : Philippe Welsh
- Photographie : Philippe Welsh
- Montage : Nicolas Dattilesi
- Son :  Amaury de Nexon
- Musique : Charles Gounod
- Production : Lardux Films, Les Films sans Concessions
- Pays de production :  France
- Durée : 11 minutes
- Date de sortie : France - 1er février 2003[1]

## Distribution
- Marie Chapoullié
- Philippe Welsh

## Distinctions

### Récompense
- Prix Fujifilm au festival Tous Courts d'Aix-en-Provence 2002[2]

### Sélections
- Festival de Cannes 2002[3]
- Festival du court métrage de Clermont-Ferrand 2003[4]